# 1551 Argelander
1551 Argelander este un asteroid din centura principală, descoperit pe 24 februarie 1938, de Yrjö Väisälä.